# Yassin Ayoub
Yassin Ayoub, né le 6 mars 1994 à Al Hoceïma au Maroc, est un footballeur néerlando-marocain. Il évolue au poste de milieu de terrain au Wydad Athletic Club.
Formé au FC Utrecht, le joueur passera une grande partie de sa carrière professionnelle dans ce même club, remportant d'ailleurs le prix du meilleur joueur du FC Utrecht de la saison 2017-18 avant d'être transféré au Feyenoord Rotterdam en juillet 2018. Après avoir été sacré champion de l'Euro -17 ans en 2011 avec les Pays-Bas -17 ans, le joueur tranchera définitivement en faveur du Maroc en 2018.

## Biographie

### Carrière en club

#### Enfance, débuts et formation au FC Utrecht

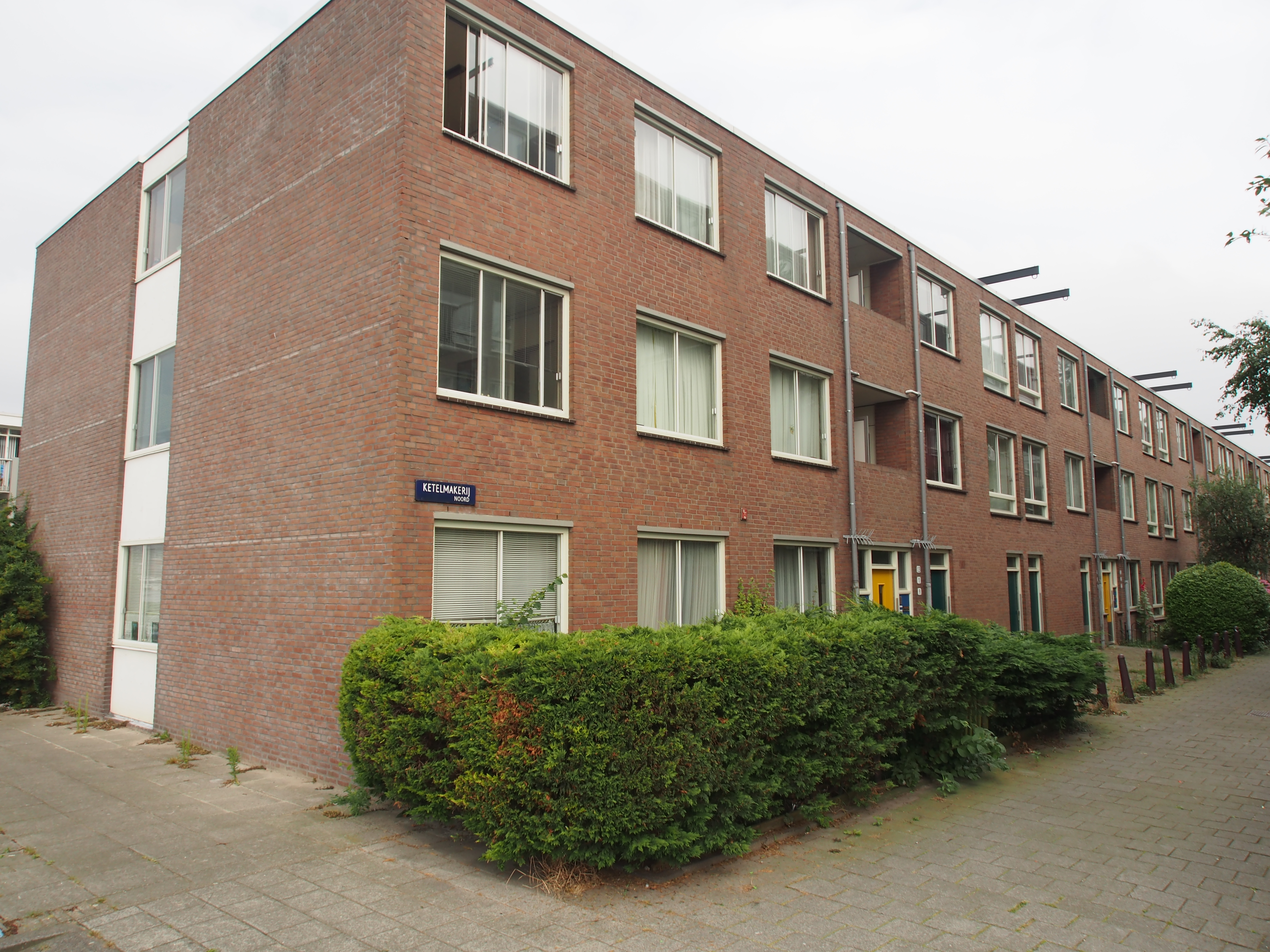
Ketelmakerij, quartier où a grandi Yassin Ayoub

Yassin naît à Al Hoceïma au Maroc en 1994. Etant le plus jeune d'une famille nombreuse de 8 enfants, il grandira avec sa mère jusqu'à ses 6 ans dans les montagnes du Rif, avant d'immigrer en 2000 avec sa mère, ses frères et ses sœurs à Amsterdam-West dans la capitale où le père de Yassin résidait et travaillait déjà dans une fabrique. Le père d'Ayoub avait à l'époque un café populaire à Al Hoceïma qu'il a mis en vente avant d'immigrer à Amsterdam. Ayoub déclarera que la famille était de plus en plus nombreuse et qu'ils ont dû déménager à Amsterdam-Nord alors qu'il avait 9 ans. Le joueur passera dans sa jeunesse ses journées et soirées à jouer au football dans le petit terrain dans son quartier Ketelmakerij dans la banlieue nord d'Amsterdam. Jouant régulièrement au football dans son quartier, le père de Yassin sera sévère envers son fils et mettra la pression sur le jeune Yassin pour se concentrer sur les études et de laisser tomber le football. C'est grâce à un voisin que Yassin sera inscrit par son père dans le club amateur De Dijk où il fera son premier pat sur un grand terrain de football. Naturalisé 'Néerlandais' dès son arrivée à Amsterdam, Ayoub commencera sa carrière en tant que footballeur néerlandais et fut très vite transféré dans l'académie du HFC Haarlem.
Deux ans plus tard, il joue avec les jeunes de l'Ajax Amsterdam où il ferra la connaissance de l'entraîneur Bryan Roy qui selon Ayoub, aurait été son pire moment durant les deux premiers mois pour sa sévérité envers lui. L'entraîneur fera comprendre par la suite à Yassin qu'il souhaitait sa réussite pour la grande qualité footballistique qu'il possédait. A l'âge de 14 ans, Yassin Ayoub sera viré du club de l'Ajax Amsterdam pour avoir jeté un gâteau sur le visage d'un coéquipier sous la lumière éteinte dans les cabines après une large victoire de son équipe. Ce dernier souffrira par la suite d'une commotion cérébrale qui conduira les parents de la victime vers une plainte policière contre Yassin Ayoub,. Les enquêtes révéleront que la victime était passée à côté de la mort. En 2008, il est courtisé par deux grands clubs néerlandais, notamment l'AZ Alkmaar et le FC Utrecht. Le joueur signe finalement un contrat avec le FC Utrecht, son club formateur où il passe quatre ans dans l'académie.
Il signe son premier contrat professionnel de deux ans en 2012 à l'âge de 18 ans. Dès son premier entraînement avec les professionnels du FC Utrecht, le joueur se blessera à la jambe et sera écarté des terrains pendant 7 longues mois. Dès sa remise de blessure, il commencera son premier match en Eredivisie le 27 janvier 2013 à domicile face au Willem II. Il inscrit son premier but le 19 octobre 2013 face au NAC Breda (victoire, 4-2). En 2014, il prolonge son contrat à 4 ans avec le FC Utrecht, jusqu'en 2018. Ayant joué un nombre important de matchs en Eredivisie, il fera partie d'un des plus grands joueurs que le FC Utrecht ai eu dans son histoire. En mars 2018, Ayoub manquera la finale de la Coupe des Pays-Bas lors du match Feyenoord Rotterdam - FC Utrecht. Le joueur décrira ce moment comme étant le plus triste et regrettable de sa carrière de footballeur. Lors de la saison 2017-18, il aura participé à 5 matchs de Ligue Europa avec le FC Utrecht.

#### Transfert vers le Feyenoord Rotterdam
En janvier 2018, le joueur signera un contrat de 4 ans pour le club du Feyenoord Rotterdam aux côtés des coéquipiers internationaux tels que Karim El Ahmadi ou encore Sofyan Amrabat. Il finira sa saison 2017-18 avec le FC Utrecht avant de débuter avec le club de Rotterdam dans la saison 2018-19. Le 21 juillet 2018, il dispute son premier match amical face au Fenerbahçe SK de son coéquipier international Nabil Dirar. Le 27 janvier 2019, lors du classico néerlandais opposant le Feyenoord à l'Ajax Amsterdam, il marque son premier but en championnat (victoire, 6-2). Il termine sa première saison avec seize matchs et deux buts au compteur. Ayant l'opportunité de quitter le club lors du mercato d'été pour le manque de minutes, il fait le choix de rester au Feyenoord Rotterdam en tant que doublure.

### En sélection

#### Sélection néerlandaise
Natif d'Al Hoceïma, il commence sa carrière internationale avec les jeunes des Pays-Bas. En 2011, il participe à l'Euro 2011 -17 ans, le joueur fera son entrée dans les phases de groupe face à l'Allemagne (victoire, 0-2), la Roumanie (victoire, 1-0) et la République tchèque (match nul, 0-0). A l'occasion des demi-finales, il sera titularisé pour disputer une victoire néerlandaise face à l'Angleterre sur le score d'un à zéro. Il ne disputera pas la finale victorieuse pour cause d'une maladie cardiovasculaire (victoire, 2-5). Ca sera alors le premier et unique titre international que remportera Yassin Ayoub avec les Pays-Bas -17 ans. Il jouera par la suite 2 matchs amicaux avec les -18 ans ainsi qu'avec les -19 ans.

#### Sélection marocaine
N'ayant pas reçu d'intérêts de la part de la KNVB pour jouer avec l'équipe A des Oranges, il est convoqué par Hervé Renard en mai 2016 pour prendre part au match amical des Lions de l'Atlas face aux Pays-Bas. Ayoub finira par ne pas faire d'entrée en jeu (défaite, 1-2). Yassin Ayoub retournera au Maroc en mars 2018 pour rejoindre les Lions de l'Atlas à l'occasion des matchs de préparation pour la Coupe du monde 2018 qui devaient se dérouler à Turin en Italie face à la Serbie ainsi que l'Ouzbékistan à Casablanca. Le joueur se blessera pendant les entraînements et ne verra pas son jour en équipe nationale. Il retournera à Utrecht le jour-même. Il sera pré-sélectionné à la Coupe du monde 2018 deux mois plus tard avec son coéquipier Zakaria Labyad mais ne sera pas retenu pour la liste finale.
À la suite de sa non-sélection, Ayoub déclarera qu'il supportera le Maroc pendant la Coupe du monde 2018, ayant la conscience que l'équipe contient énormément de concurrents et qu'ils avaient toutes leur chances dans la compétition. Il rajoutera par la suite qu'il y a déjà fait partie du groupe quelques mois auparavant, et qu'il remarquait énormément de groupes séparés entre les joueurs, notamment les joueurs issus de France et les joueurs issus des Pays-Bas. Mais que la relation entre les deux clans était stable et qu'il n'y a aucun problème.

## Palmarès

### En équipe nationale
- Pays-Bas -17 ans
  - Vainqueur de l'Euro des moins de 17 ans en 2011

### Distinctions personnelles

#### Avec le FC Utrecht
- 2018 : Joueur du FC Utrecht de la saison 2017-2018[16]

## Vie privée
Yassin grandit dans la banlieue nord d'Amsterdam jusqu'en 2008 où il déménagera à Utrecht pour des raisons sportives. Il est marié à une Marocaine d'Amsterdam et est père d'une fille et un garçon.
Etant un grand amoureux de sa ville natale qui est Al Hoceïma, il y voyage très souvent avec sa femme et ses enfants chaque année.
Au début de 2017, la mère de Yassin Ayoub subit une dangereuse opération du cœur qui mettra le jeune joueur en dépression pendant plusieurs mois. En mi-2017, sa mère guérit et Yassin décide de déménager avec sa famille d'Utrecht à Amsterdam-Nord pas loin de son ancien quartier.
Yassin Ayoub déclarera au média FunX que son père était un orphelin à l'âge de 7 ans. Il sera éduqué par sa tante, avant de quitter sa famille d'accueil à l'âge de 13 ans. Le papa Ayoub passera des mois à dormir dehors sous les toits des gares d'Amsterdam, avant de retrouver le bon chemin en rencontrant la mère actuelle de Yassin.

### Documentaires et interviews
- Bij Andy in de auto, YouTube, 2018
- Interview par FunX, YouTube, 2018